# Lamp

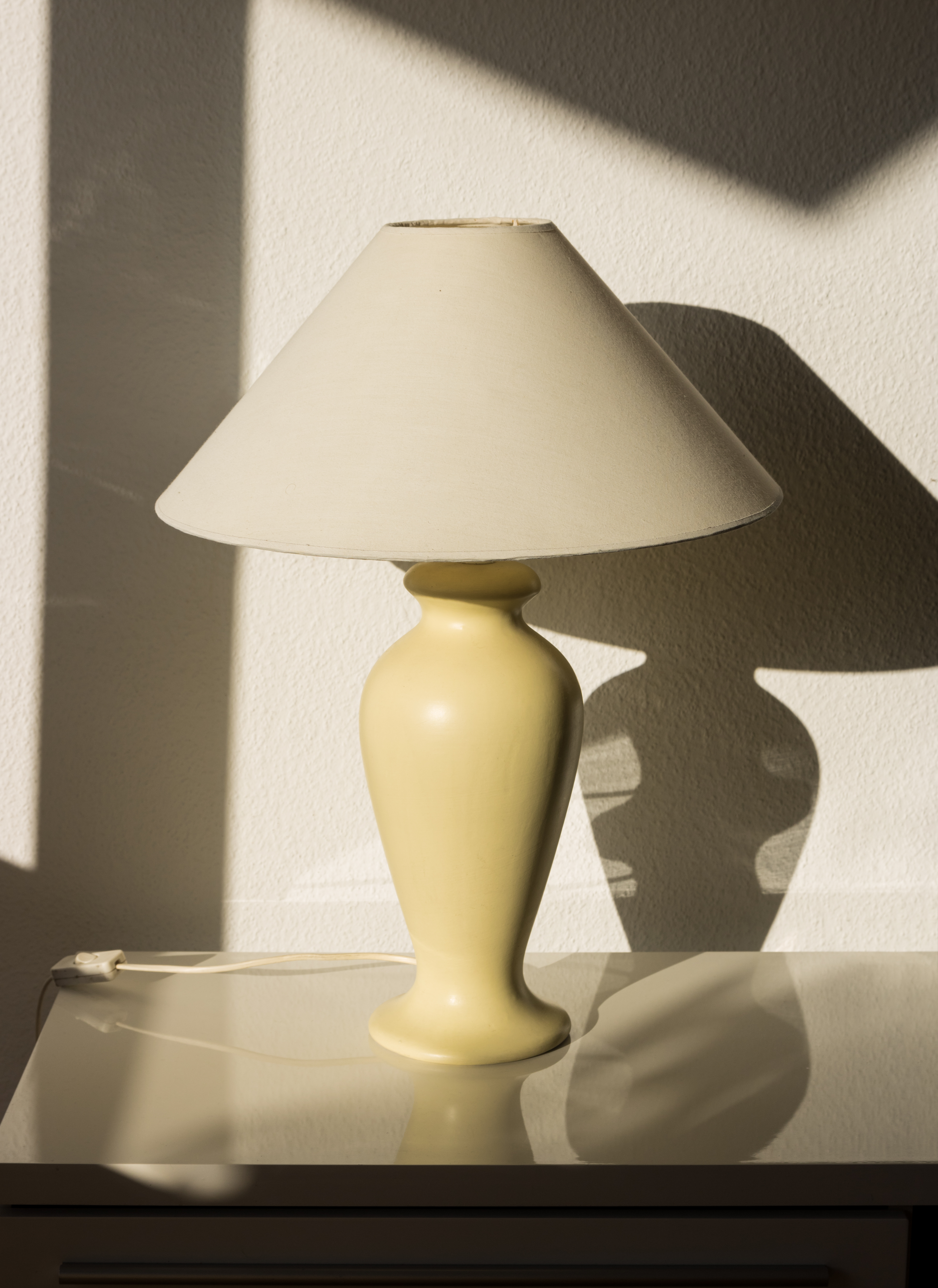
Een moderne woninglamp met lampenkap op een tafel

Een lamp is een samengesteld voorwerp bestaande uit een lichtbron in een armatuur, dat primair wordt gebruikt om ruimten of voorwerpen kunstmatig te verlichten. De lichtbron zelf is meestal een vervangbaar onderdeel, dat ook lamp wordt genoemd, bijvoorbeeld een ledlamp of gloeilamp. In dat geval heeft het armatuur voor de lichtbron of elk van de lichtbronnen een fitting. Ook het armatuur zonder lichtbron wordt (bijvoorbeeld in het kader van de aankoop) lamp genoemd. 
Het woord lamp stamt via het Franse lampe en het Latijnse lampas, af van het Oudgriekse λαμπάς (lampás) dat fakkel of toorts betekent.

## Toepassing
De voornaamste toepassingen zijn:
- Het creëren van (meer) verlichting als er geen of weinig natuurlijk licht is, zoals in de nacht of in een ruimte zonder ramen, bijvoorbeeld om te lezen (bijvoorbeeld van papier of van een beeldscherm dat zelf geen licht produceert) of iets te bekijken, om te navigeren zonder dit op de tast te moeten doen, en om botsingen te voorkomen. Speciale lampen hiervoor zijn bijvoorbeeld koplamp(en) van voertuigen, de zaklamp en het zoeklicht. Het heeft daarmee ook de functie van kunstmatige verlenging van de dag: door de beschikking over het kunstmatige licht is het levensritme van de mens minder afhankelijk van het ritme van het daglicht.
- Het geven van een signaal, zie signaallamp.
- Het verhogen van de concentratie op de werkplek: voor veel werkzaamheden is een goede verlichting onontbeerlijk. Om deze reden brandt in veel kantoren het licht ook overdag. Werkplaatsen vragen een nog betere verlichting en waar mensen verfijnd handwerk verrichten is vaak sprake van individuele werkplekverlichting.
- Verbetering van het beeldresultaat: het "uitlichten" van mensen en voorwerpen in musea of theater of als deze vastgelegd moeten worden op beeld in de fotografie en filmwereld.
- Wetenschappelijk en medisch onderzoek: zoals o.a. bij microscopie en endoscopie
- Het creëren van sfeereffecten: zoals kerstverlichting, plasmalampen, lampions, glitter- of lavalampen en de kleurveranderende ledlampen.

## Geschiedenis

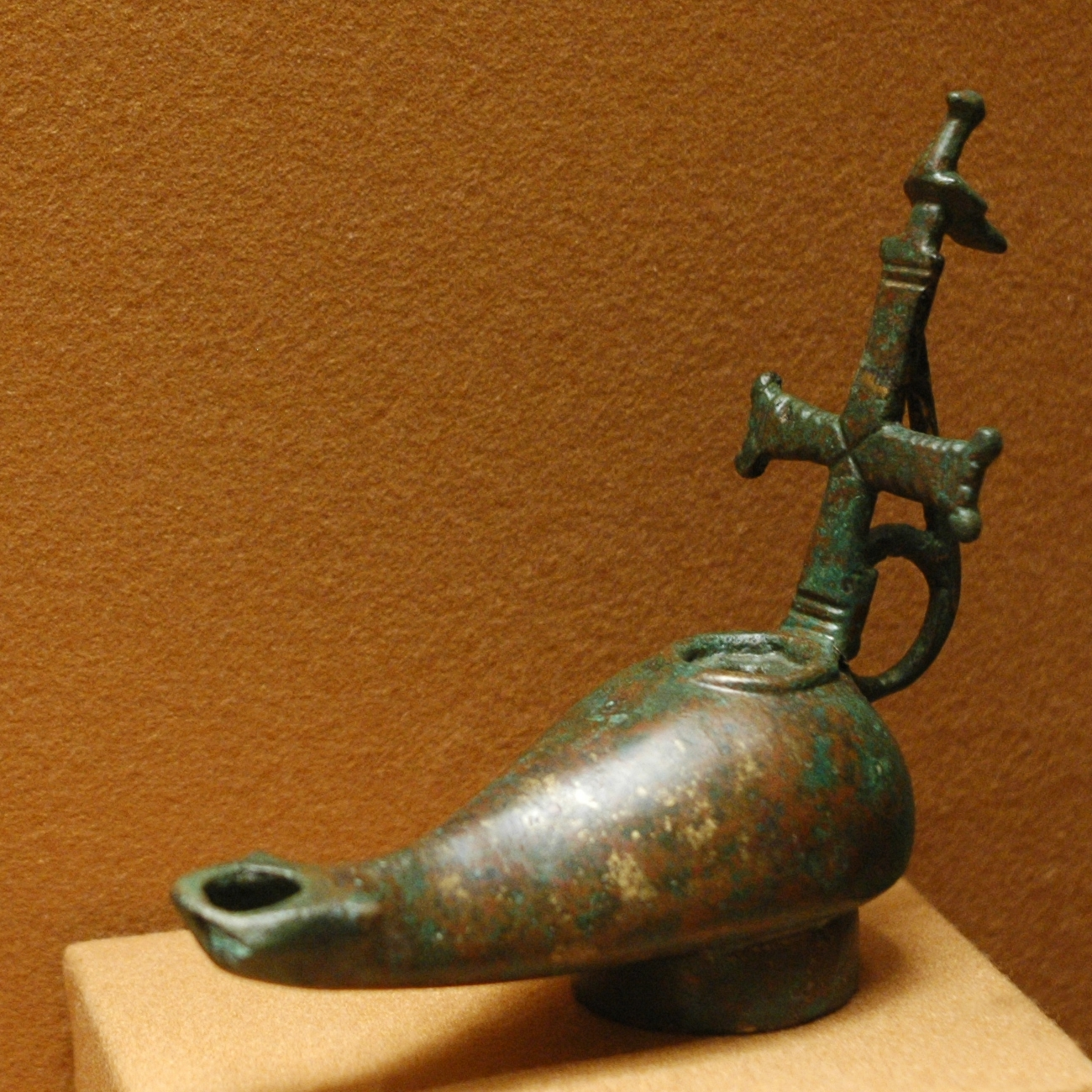
Bronzen olielamp uit Egypte. 8e-9e eeuw

De oudste lampen dateren uit de prehistorie. Typisch ging het om stenen schalen waarin een wiek lag die brandde in dierlijk vet. Grotkunst werd gemaakt en bezichtigd bij dit flikkerende licht. Olielampen uit het oude Griekenland en Rome werden gevoed met olijfolie. Petroleumlampen werden in 1859 geïntroduceerd als opvolger van de olielamp. Daarnaast verscheen in diezelfde eeuw ook de gaslamp. Begin 20e eeuw kwam de carbidlamp en even later de succesvolle Petromaxlamp in opmars. Tegelijkertijd deden de prille vormen van elektrische verlichting hun intrede met eerst de booglamp, de Nernstlamp en al vrij snel daarna de gloeilamp. Deze ontwikkeling sloot goed aan bij het effect op gebruiksvoorwerpen van de tweede industriële revolutie waarbij de scheiding van lichtbron en het armatuur het onderhoud vereenvoudigde. Ook kon het licht voor de decoratieve kunst beter (en vooral goedkoper) worden toegepast. Zo ontstonden voor de verlichting binnenshuis naast de plafonnière en de hanglamp, ook de tafellamp, de bureaulamp, de (staande) schemerlamp en de kroonluchter.

## Lampsoorten

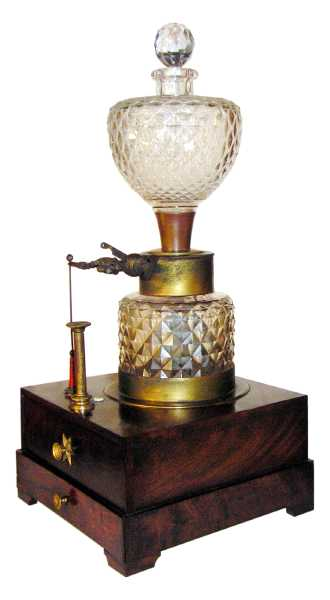
Waterstoflamp, 19e eeuw

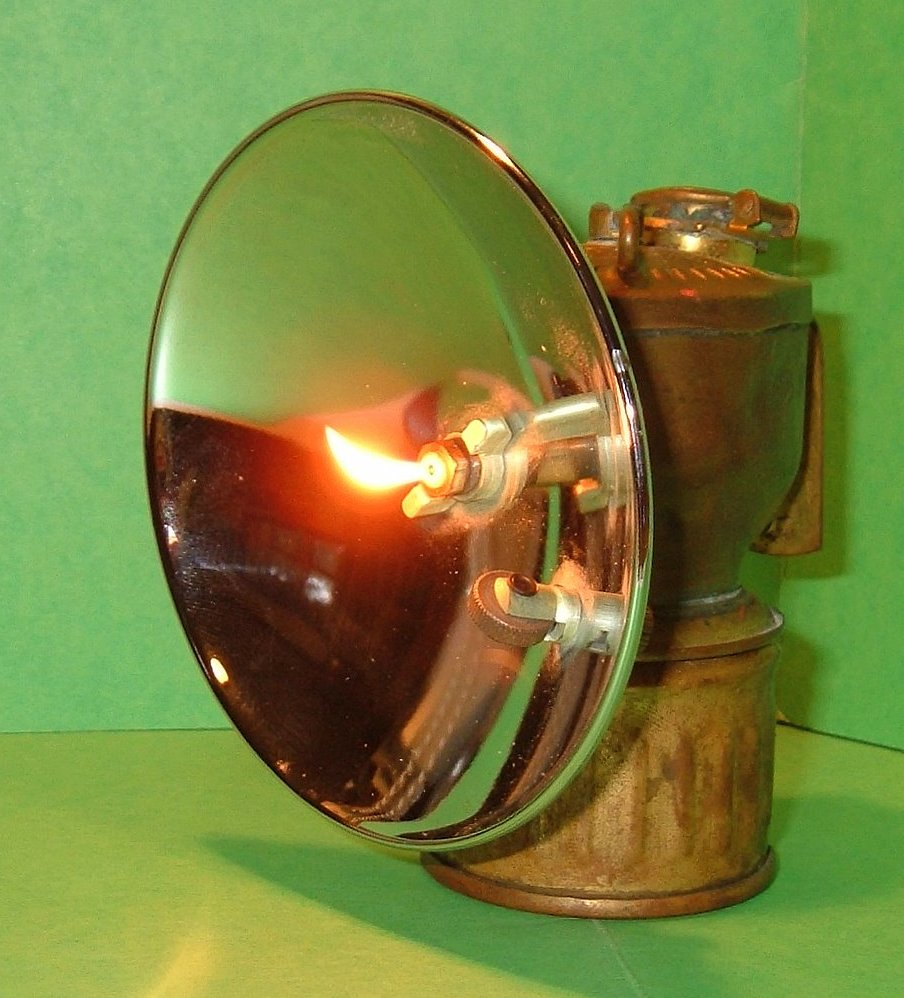
Carbidlamp

### Olielampen
Een olielamp produceert licht door verbranding van brandbare vloeistoffen, zoals petroleum (kerosine), Stookolie (of huisbrandolie) Dieselolie (of gasolie) en de schoonbrandende lampolie (of vloeibare paraffine).

### Gaslampen
Een gaslamp produceert licht door verbranding van brandbaar gas, zoals propaan (lpg) en butaan ("campinggas"), veelal in combinatie met een gloeikousje.

### Oliedruklampen
Een oliedruklamp is een combinatie van beide. Hier wordt een brandbare vloeistof onder druk gebracht, via de eigen vlam verhit en door een sproeier verneveld. Dit leidt tot een snelle verdamping met als resultaat een brandbaar gas, dat de uiteindelijke brandstof vormt.

### Elektrische lichtbronnen
Tegenwoordig wordt elektriciteit het meest gebruikt als energiebron voor verlichting waardoor men in deze groep, voor de lichtbron, de meeste diversiteit aantreft qua omzettingsmethoden. Er zijn vier hoofdgroepen te onderkennen, welke hieronder (vergezeld van enkele voorbeelden) zijn opgesomd.
- Temperatuurstralers
  - Spitsbooglamp
  - Gloeilamp
  - Halogeenlamp
- Gasontladingslampen
  - Natriumlamp
  - Xenonlamp
- Fluorescentielampen (gasontlading i.c.m. fluorescentiepoeder)
  - Tl-buis
  - Kwikdamplamp
  - Spaarlamp
  - CCFL-lamp
- Emissielampen
  - Ledlamp

### Rendement
Het rendement van een lamp kan worden uitgedrukt in lumen per watt (lichtrendement) of in een percentage dat aangeeft hoeveel van het opgenomen vermogen wordt omgezet in zichtbaar licht. Bij een moderne ledlamp is dat zo'n 50%, bij een fluorescentielamp zo'n 35% en bij een gloeilamp 10%. Bij elk type lamp wordt het volledige opgenomen vermogen omgezet in warmte, maar slechts een gedeelte in zichtbaar licht.

## De begrippen lamp, verlichting, signalering en radiolamp
We spreken doorgaans niet van een lamp wanneer het licht gebruikt wordt voor signaleringsdoeleinden dat tot doel heeft te instrueren of het trekken van de aandacht. Voorbeelden zijn: verkeerslichten, spoorwegseinen, signaallampen op schakelpanelen en apparatuur, maar ook verlichte reclame- en verkeersborden.
In de elektronica wordt de term radiolamp of elektronenbuis gebruikt, die kortweg met de term lamp wordt aangeduid. Hoewel grotendeels in onbruik geraakt en op grote schaal vervangen door transistoren, hebben elektronenbuizen als primaire doel elektrische signalen te versterken. Elektronenbuizen worden nog mondjesmaat toegepast in bijvoorbeeld de duurste audio- en gitaarversterkers.
Wat in het dagelijks taalgebruik met het woord lamp wordt bedoeld is niet altijd duidelijk. Soms wordt de lichtbron bedoeld (zoals "de gloeilamp"), soms de armatuur (de behuizing van de lichtbron) en soms het decoratieve voorwerp (zoals de staande schemerlamp). Hierdoor kan bij de opmerking als "de bureaulamp is stuk", sprake zijn van een aantal oorzaken: de glazen kap is gebroken, de led- of gloeilamp is stuk, of er zit er een onderbreking in het snoer. Door te zeggen: "het bolletje van de bureaulamp is stuk", maakt men een duidelijk onderscheid tussen lichtbron en armatuur. Voor lamp wordt soms de term lantaarn gebruikt, zo is bijvoorbeeld een zaklantaarn een zaklamp.

## Afbeeldingen van enkele lampsoorten en decoratieve lamptypen

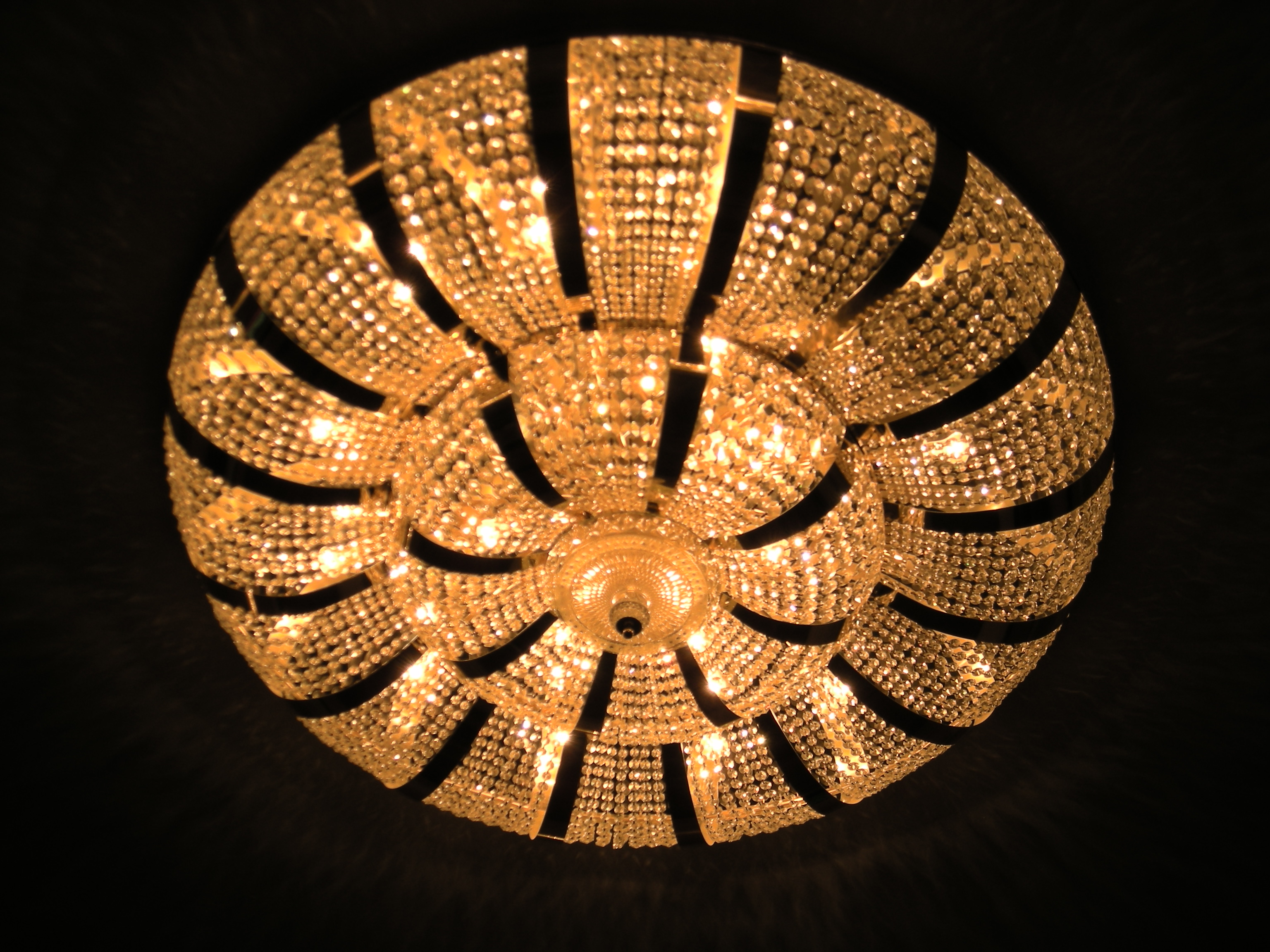
Plafonnière
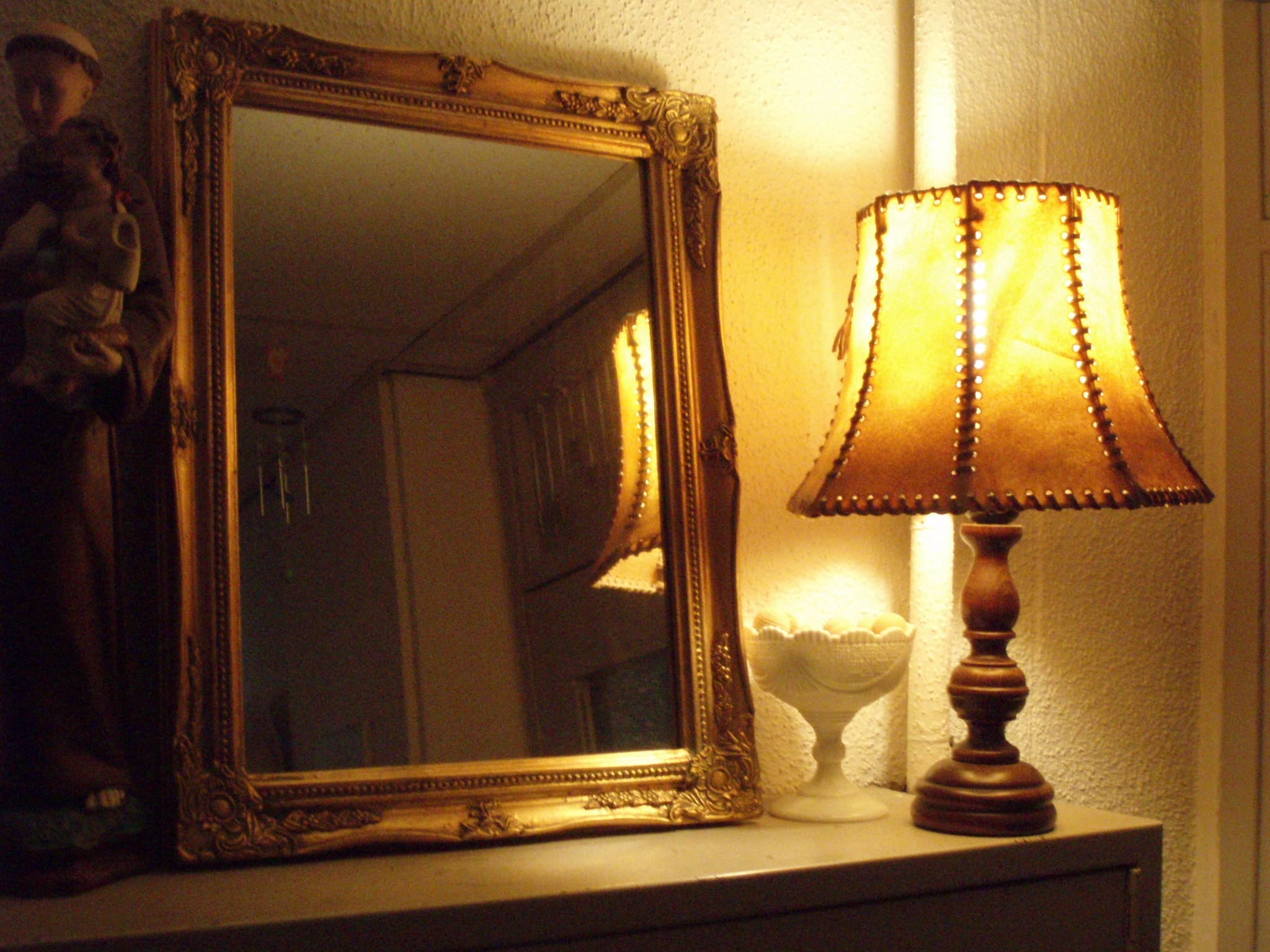
Schemerlamp
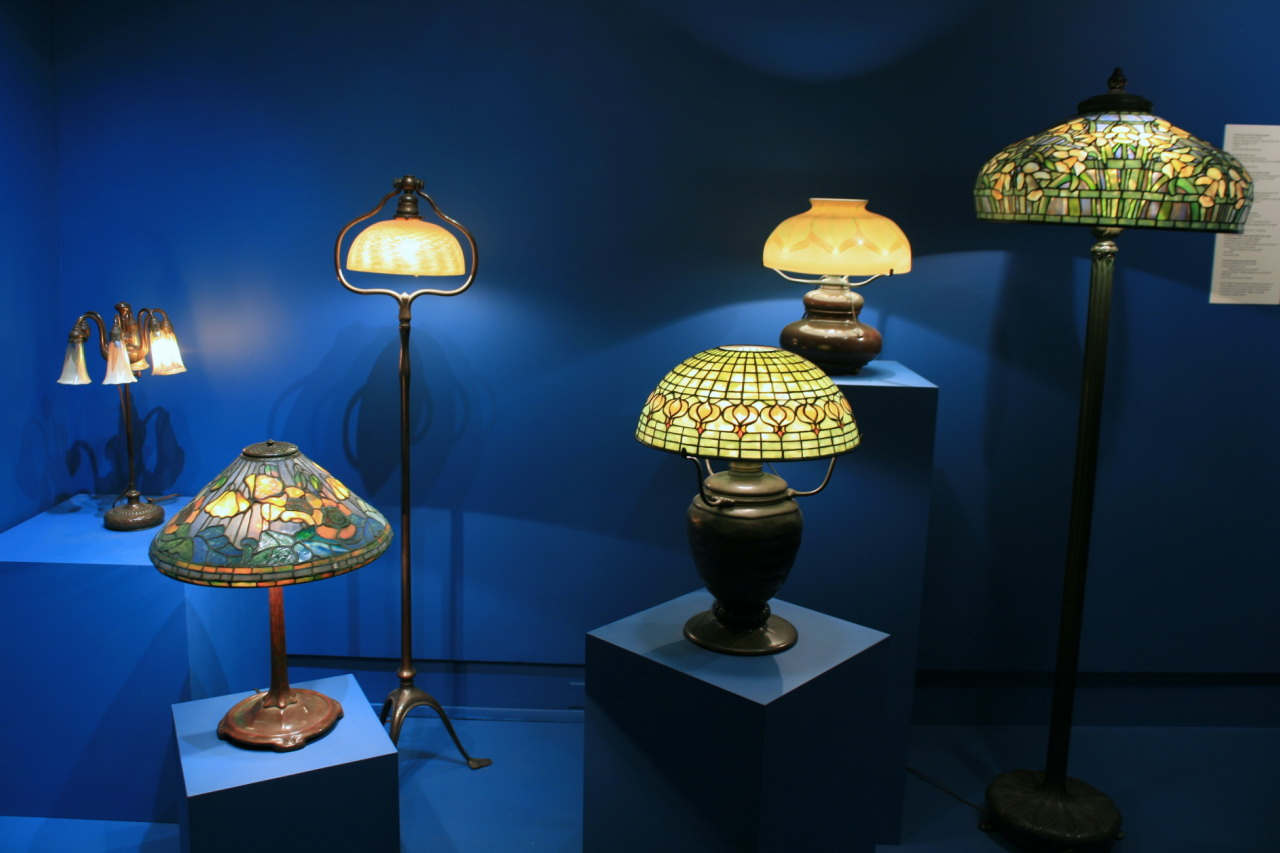
Diverse Tiffanylampen in het Mark Twain Museum
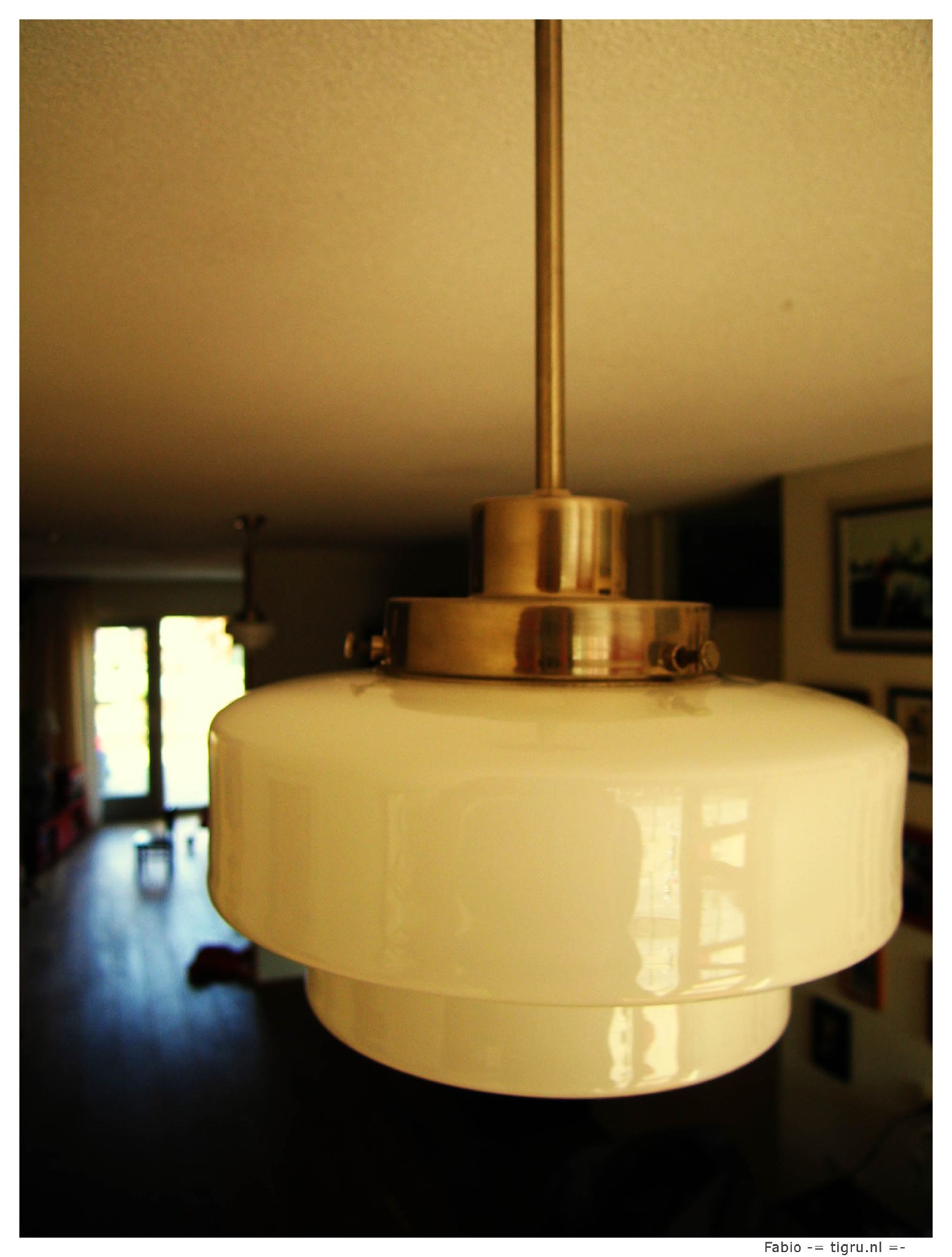
Art-deco-hanglamp van Gispen
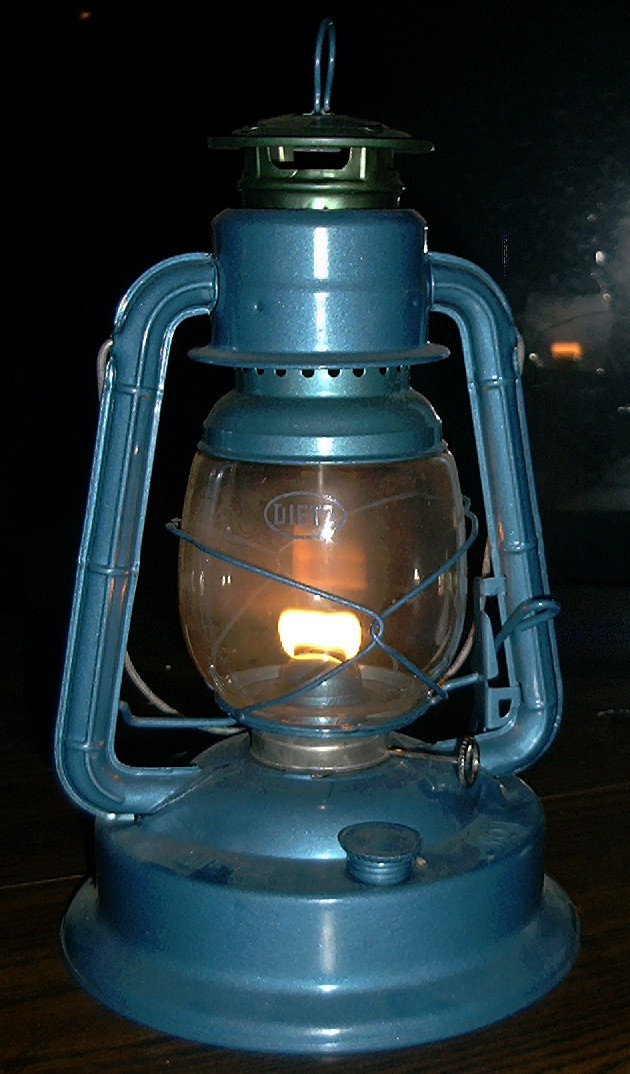
Draagbare petroleumlamp
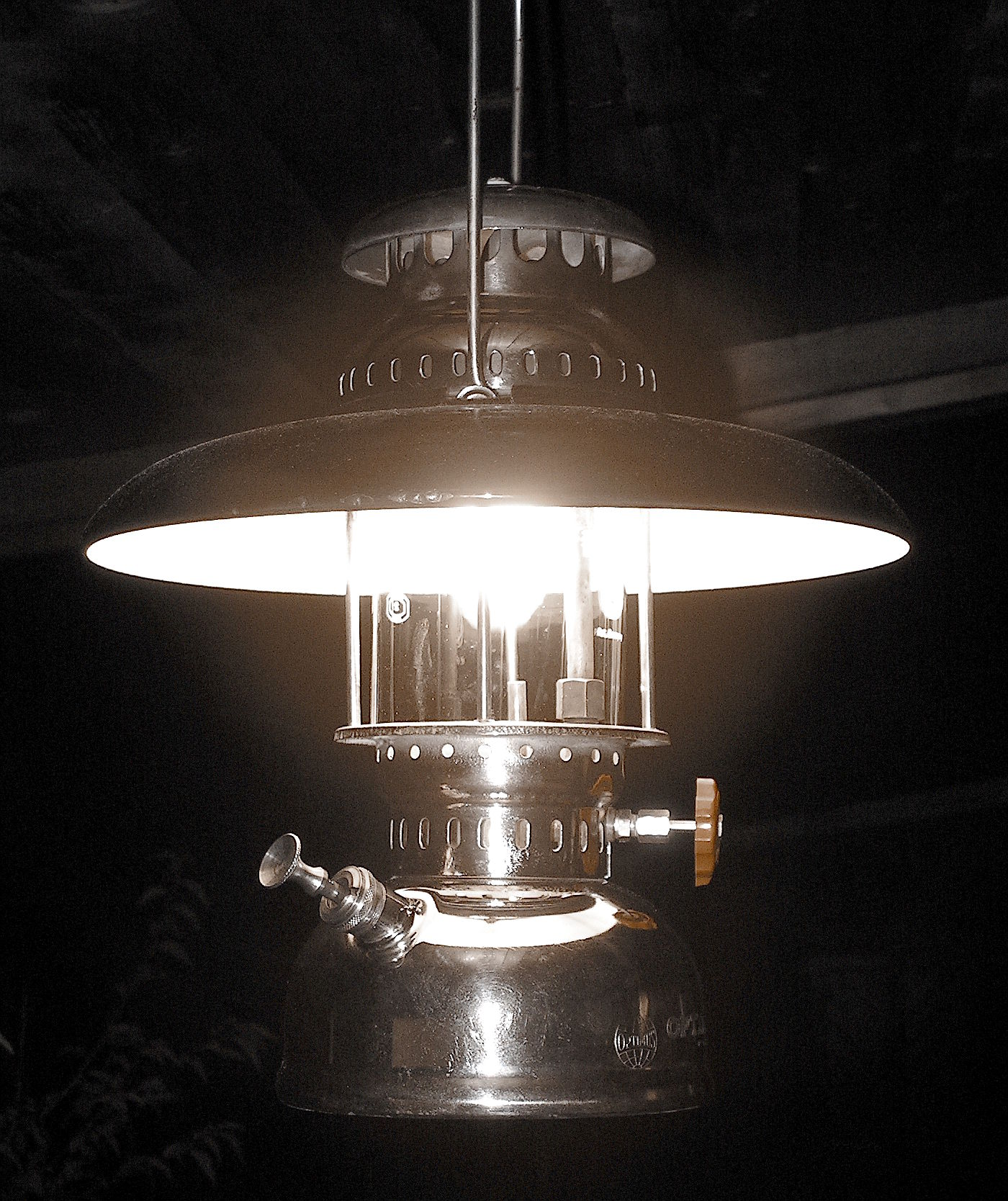
Optimus 200P petroleumvergasser
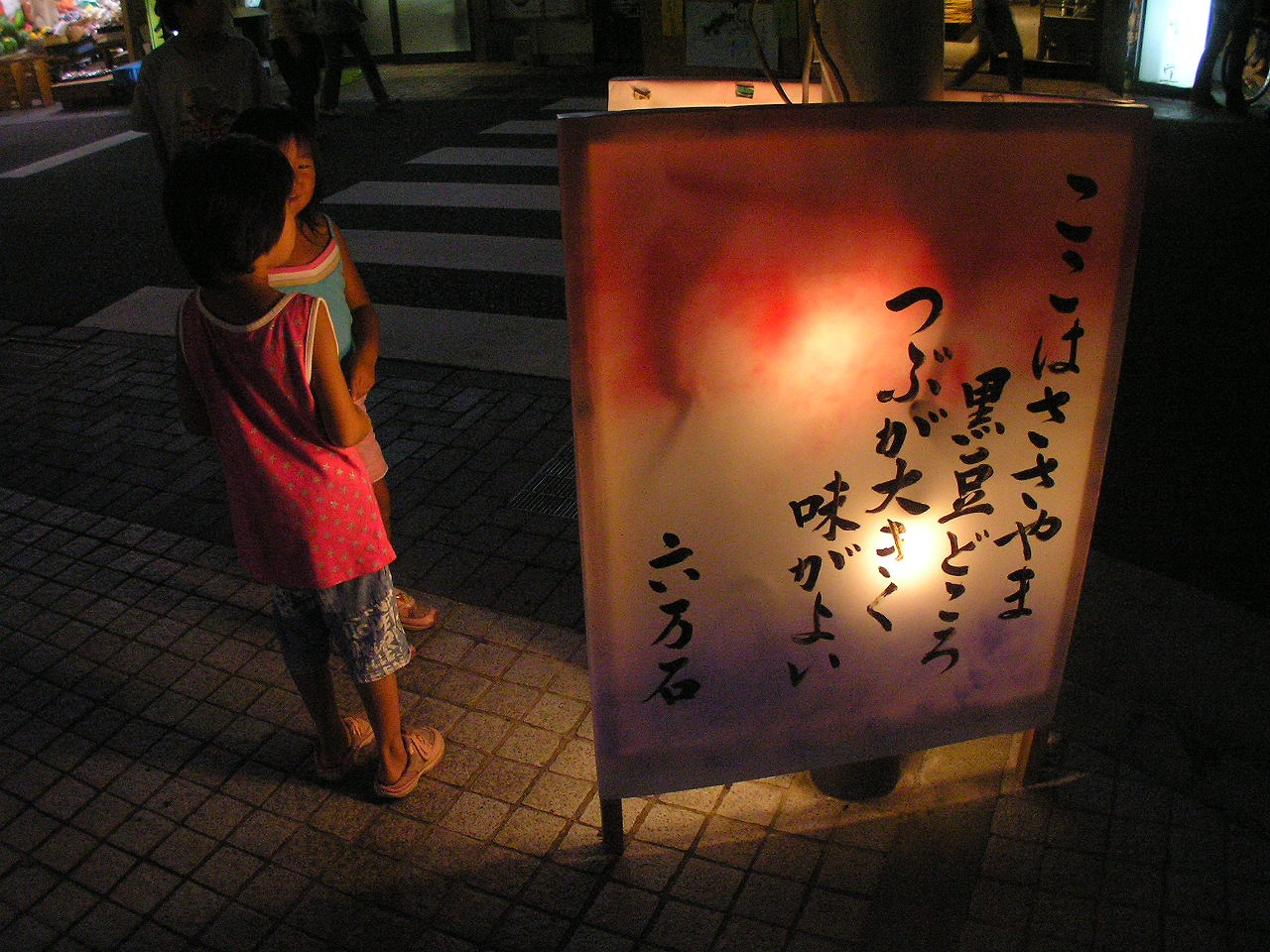
Een staande Japanse lamp (Andon)
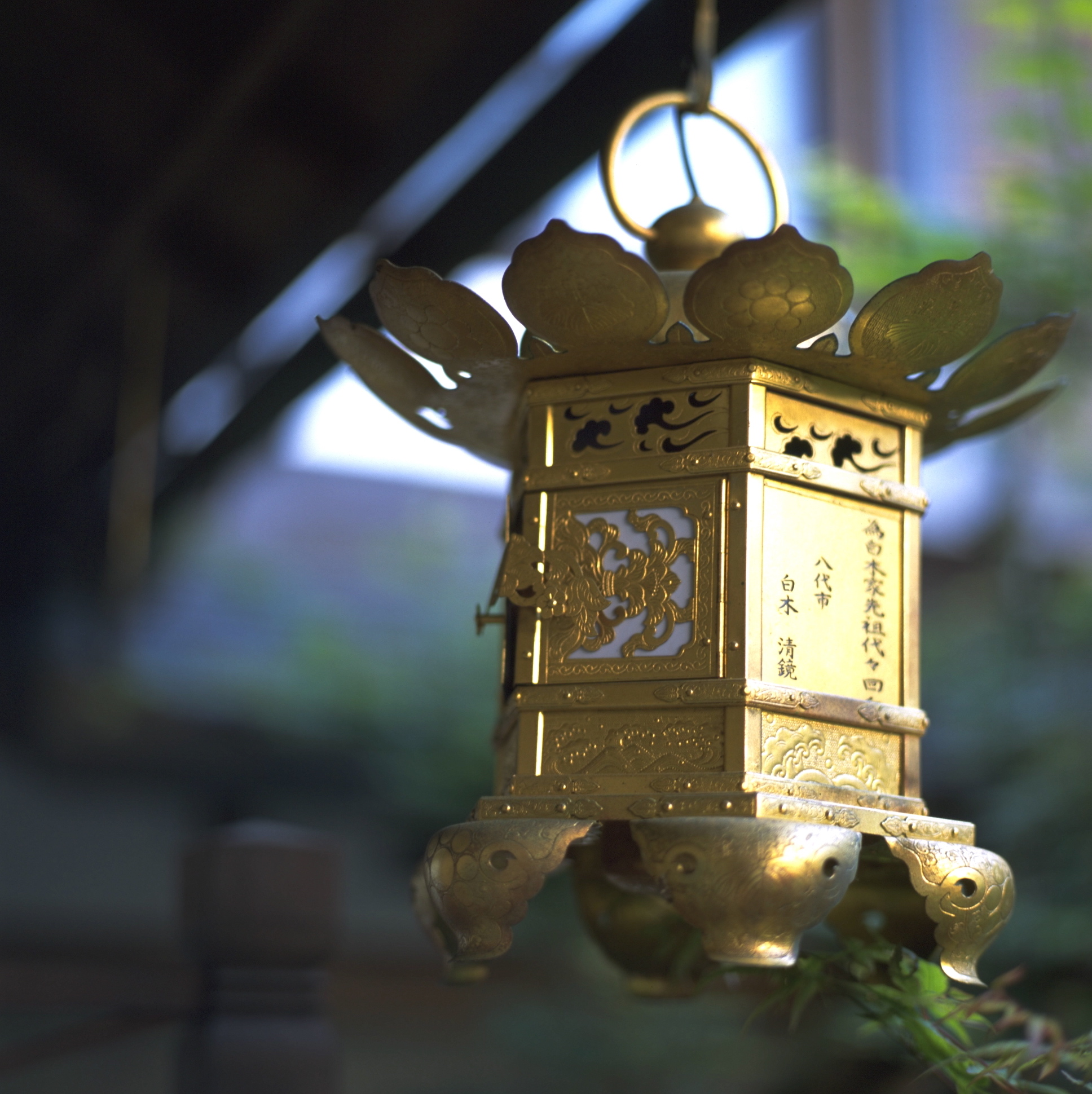
Een Japanse votief hangende lamp (tsuri-dōrō)

argandse lamp ·
booglamp ·
carbidlamp ·
CCFL ·
davylamp ·
EEFL ·
elektrodeloze lamp ·
elektronenflitser ·
filmzon ·
flitser ·
fluorescentielamp ·
gaslicht ·
gasontladingslamp ·
gloeilamp ·
halogeenlamp ·
hefnerlamp ·
hogehelderheidsled ·
jablochkoff-kaars ·
kaars ·
kalklicht · 
knijpkat ·
kwiklamp ·
lantaarn ·
ledlamp ·
menglichtlamp ·
metaalhalidelamp ·
natriumlamp ·
neonlamp ·
nernstlamp ·
olielamp ·
petroleumlamp ·
spaarlamp ·
tl-buis ·
xenonlamp ·
zaklantaarn